# Klara Bleyer
Klara Bleyer (* 6. Mai 2004 in Eschweiler) ist eine deutsche Synchronschwimmerin. Sie gewann 2025 auf Madeira als erste Deutsche eine Goldmedaille bei Schwimmeuropameisterschaften im freien Solo. Sie setzte sich gegen Enrica Piccoli aus Italien und Iris Tió aus Spanien durch. Damit erzielte Bleyer den bislang größten Erfolg ihrer Karriere, nachdem sie im Jahr 2024 den Titel der Vize-Europameisterin errungen hatte. Bleyer bezeichnete den erneuten Erfolg am selben Austragungsort wie ihren Jugend-EM-Sieg zwei Jahre zuvor als besonders bedeutsam und sprach von einem persönlichen „Full-Circle-Moment“. Des Weiteren gewann Bleyer gemeinsam mit ihrer Duettpartnerin Amélie Blumenthal Haz die Bronzemedaille im Duett-Wettbewerb.
Bei den Europameisterschaften 2024 in Belgrad sicherte sich Bleyer jeweils die Silbermedaille im technischen sowie im Kür-Solo und trug darüber hinaus zum Gewinn der Goldmedaille im akrobatischen Mannschaftsprogramm des deutschen Teams bei.

## Leben
Bleyer begann ihre Laufbahn in ihrer Heimatstadt bei den Wasserfreunden Delphin Eschweiler. Seitdem sie 13 Jahre alt ist, gehört sie dem Verein Freie Schwimmer Bochum an und wird von Stella Mukhamedova trainiert. 2023 erhielt Bleyer den Felix-Award als „Sport-Newcomerin des Jahres“ in Nordrhein-Westfalen. 2024 folgte die Auszeichnung als Eschweilers „Nachwuchssportlerin des Jahres“. Im Dezember des gleichen Jahres wurde sie bei der 78. Auflage der Gala „Deutschlands Sportler des Jahres“ von einer Expertenjury zur „Newcomer/in des Jahres“ gekürt.

### Trainingsbedingungen und sportliche Entwicklung
Im letzten Schuljahr vor dem Abitur lebte Bleyer im Sportinternat Wattenscheid und profitierte dort von umfangreichen Trainingszeiten. Sie hob die Bedeutung mentaler Stärke und den engen Zusammenhalt innerhalb ihrer Trainingsgruppe hervor. 2022 schloss sie ihr Abitur am Hellweg-Gymnasium ab und wurde vom Deutschen Olympischen Sportbund (DOSB) als Eliteschülerin des Sports ausgezeichnet. Anschließend begann sie ein Studium im Bereich Produktdesign an der Fachhochschule Aachen. Im Jahr 2023 führte der Weltverband World Aquatics ein neues Wertungssystem ein, das Bleyer und weitere Athletinnen zu Anpassungen ihrer Choreografien entsprechend der neuen Bewertungskriterien zwang. Bleyer und ihre ältere Schwester Johanna waren neben dem Kunstschwimmen auch im Ballett und Voltigieren aktiv. Johanna ist ebenfalls im Kunstschwimmen tätig.